# Ruprechtia apurensis
Ruprechtia apurensis är en slideväxtart som beskrevs av Pendry. Ruprechtia apurensis ingår i släktet Ruprechtia och familjen slideväxter. Inga underarter finns listade i Catalogue of Life.